# Kurhany (sielsowiet Borowlany)
Kurhany (biał. Курганы; ros. Курганы, Kurgany) – wieś na Białorusi, w obwodzie mińskim, w rejonie mińskim, w sielsowiecie Baraulany.